# Charaxes europaeus
Charaxes europaeus är en fjärilsart som beskrevs av Ruggero Verity 1916. Charaxes europaeus ingår i släktet Charaxes och familjen praktfjärilar. Inga underarter finns listade i Catalogue of Life.